# Zdobycz Robotnicza
Zdobycz Robotnicza – osiedle mieszkaniowe w warszawskiej dzielnicy Bielany wybudowane w latach 1926–1935.

## Opis
Spółdzielnia mieszkaniowa „Zdobycz Robotnicza”, związana z robotniczymi organizacjami chrześcijańskiej demokracji. Radą Nadzorczą kierował Paweł Romocki działacz i poseł Polskiego Stronnictwa Chrześcijańskiej Demokracji. W 1926 r. zaczęła zabudowywać opustoszałe wówczas pola bielańskie, pozostałości po carskim poligonie, zabudowała ulice Przybyszewskiego, Płatniczą, Kleczewską, Lipińską, Schroegera oraz plac Konfederacji.
Budowa domów zaprojektowanych przez Janusza Dzierżawskiego (prezesa zarządu spółdzielni) rozpoczęła się w 1926 roku. Prowadzono ją częściowo tak zwanym systemem gospodarczym. Polegało to na tym, że część prac wykonywali sami spółdzielcy, którzy pobierali za pracę częściowe wynagrodzenie, a resztę mieli prawo odliczyć od czynszu bądź kredytu . Domy wybudowano w popularnym w latach 20. XX wieku stylu dworkowym.
Osiedle nie zostało ukończone. W roku 1931 Sąd Okręgowy wskutek bankructwa postanowił rozwiązać „Zdobycz” na wniosek Banku Gospodarstwa Krajowego – jednego z wierzycieli spółdzielni. Wysokie raty spowodowały, że budynki zasiedlali bardziej zamożni lokatorzy, a coraz mniej było tu robotników. Szeregowiec przy Efraima Schroegera 72-80 kupili do spółki przemysłowiec naftowy hr. Henryk Towarnicki oraz Borys Bielajew. Gdy w 1931 spółdzielnię rozwiązano, budynek był w stanie surowym, wykończono go około roku 1935 .